# Bronsstaartglansspreeuw
De bronsstaartglansspreeuw (Lamprotornis chalcurus) is een vogelsoort uit de familie Sturnidae.

## Kenmerken
De vogel is gemiddeld 21 cm lang en weegt 63 g. Het is een vrij grote, overwegend groenglanzende glansspreeuw die sterk lijkt op de groenstaartglansspreeuw en de blauwoorglansspreeuw. De staart is vrij kort, de kruin, nek en mantel zijn iriserend blauwgroen, de oorstreek is zwart en de rug en stuit zijn blauwachtig. De vleugels zijn blauwgroen. De staart heeft een bronskleurige glans. Het oog is rood of oranje.

## Verspreiding en leefgebied
Deze soort komt voor in de Sahel en telt twee ondersoorten:
- L. c. chalcurus: van Senegal en Gambia tot Nigeria.
- L. c. emini: van noordelijk Kameroen tot westelijk Kenia.

Het leefgebied bestaat uit open landschappen met wat bos, agrarisch gebied rond dorpen en in buitenwijken, meestal in laagland, maar in Kenia ook in hoogland tot 2000 m boven de zeespiegel..

## Status
De grootte van de wereldpopulatie is niet gekwantificeerd. De vogel is algemeen en men veronderstelt dat de soort in aantal stabiel is. Om deze redenen staat de bronsstaartglansspreeuw als niet bedreigd op de Rode Lijst van de IUCN.